# Seán Baptist Brady
Seán Baptist Brady (Drumcalpin, 16 augustus 1939) is een Iers geestelijke en een kardinaal van de Rooms-Katholieke Kerk.
Brady kreeg zijn opleiding aan het St. Patrick's College (Cavan) en aan het St. Patrick's College (Maynooth). Vervolgens studeerde hij in Rome aan het Pauselijk Iers College, waar hij op 22 februari 1964 tot priester werd gewijd, en aan de Pauselijke Lateraanse Universiteit, waar hij in 1967 promoveerde in het canoniek recht.
In 1967 werd Brady hoogleraar aan het St. Patrick's College (Cavan). In 1980 volgde zijn benoeming tot conrector van het Pauselijk Iers College, waar hij in 1987 tot rector werd benoemd. In 1993 keerde hij terug naar Ierland waar hij vervolgens als pastoor werkzaam was.
Brady werd op 13 december 1994 benoemd als aartsbisschop-coadjutor van Armagh; zijn bisschopswijding vond plaats op 19 februari 1995. Toen Cahal Daly op 1 oktober 1996 met emeritaat ging, volgde Brady hem op als aartsbisschop waardoor hij tevens primaat werd van de rooms-katholieke kerk in Ierland.
Brady werd tijdens het consistorie van 24 november 2007 kardinaal gecreëerd. Hij kreeg de rang van kardinaal-priester. Zijn titelkerk werd de Santi Quirico e Giulitta. Brady nam deel aan het conclaaf van 2013.
In 2010 raakte Brady in opspraak omdat hij in 1975, toen hij werkzaam was op St. Patrick's College, niet goed gehandeld zou hebben in het geval van seksueel kindermisbruik gepleegd door de seriële kindermisbruiker priester Brendan Smyth. Hij liet de slachtoffertjes een eed afleggen waarin zij geheimhouding beloofden en gaf de informatie over het misbruik niet door aan de politie.
Brady ging op 8 september 2014 met emeritaat.
Op 16 augustus 2019 verloor Brady - in verband met het bereiken van de 80-jarige leeftijd - het recht om deel te nemen aan een toekomstig conclaaf.
- International Standard Name Identifier: 0000 0000 6284 2503
- Library of Congress Control Number: no2009087420
- Virtual International Authority File: 90518414
- WorldCat: E39PBJkMDM8fXC6Ywx7dMxQH4q